# North Bradley
North Bradley est un village et une paroisse civile situé dans le comté du Wiltshire en Angleterre. En 2011, sa population était de 1 754 habitants.

## Source
- (en) Cet article est partiellement ou en totalité issu de l’article de Wikipédia en anglais intitulé « North Bradley » (voir la liste des auteurs).